# Никити Иноуэ
Никити Иноуэ (яп. 井上 仁吉; 1868—1947) — японский химик, 5-й президент Университета Тохоку.

## Биография
Окончил среднюю школу (1892). Окончил факультет прикладных наук Императорского Токийского университета (1896). Доцент Токийского Императорского университета (с 1899). Учился за границей в Дрезденском университете (1903—1905). Вернулся в Японию (1905) в период русско-японской войны. Занял должность профессора прикладной химии в университете Тейджин. Получил степень доктора технических наук в Токийском императорском университете (1907).
Преподавал на химическом факультете Императорского университета Тохоку (с 1913). Профессор химии в университете Тохоку (с 1918). После создания инженерного факультета, Иноуэ занял должность профессора химического машиностроения и стал первым директором по инженерному делу. 5-й президент Императорского университета Тохоку (1928—1931). Получил звание почётного профессора Императорского университета Тохоку. Позже переехал в Токио и продолжил свои исследования в Токийском университете. Президент Промышленного химического общества (с 1933).
Под влиянием дочери, которая умерла (1919) в христианстве, Иноуэ также стал членом англиканской церкви Японии. Директор Коранской женской школы (1933—1944). Подал в отставку с места директора школы (под давлением религиозной общины) в июне 1944 года во время войны на Тихом океане.